# WPAD
WPAD (Web Proxy Autodiscovery Protocol****) é o protocolo responsável pela detecção automática de proxy no browsers. Foi desenvolvido por um consórcio que inclui Inktomi Corporation, Microsoft, RealNetworks e Sun Microsystems; utilizado inicialmente no Internet Explorer 5.

## Funcionamento
Os browsers se configuram a partir de um script chamado wpad.dat hospedado em um servidor HTTP de livre acesso. Para acharem de forma automática onde está esse arquivo, os browsers podem ser orientados de duas formas: através de DHCP ou através de DNS.

### Modo DHCP
Basta habilitar a opção nº 252 equivalente a "proxy-auto-config" no DHCP contendo a URL completa para o arquivo, usando endereço IP. Ex: http://10.132.1.5/wpad.dat
Dessa forma quando o browser fizer uma requisição ao DHCP ele encontrará o caminho do script e se configurará com as opções definidas no arquivo wpad.dat.
- O discovery em DHCP funciona apenas para o Internet Explorer, devendo-se usar entradas DNS para suporte a browsers adicionais como o Firefox.

### Modo DNS
Cria-se um apontamento no DNS do hostname wpad.meudominio.com.br para o servidor HTTP onde se encontra o arquivo wpad.dat. O browser fará uma requisição para http://wpad/wpad.dat na porta 80 e pegará o script para autoconfiguração. Vale lembrar que através do modo DNS o arquivo não pode ter outro nome, deve se chamar wpad.dat uma vez que só há apontamento para qual servidor o arquivo está mas não para o nome do mesmo.

### Considerações
O autodiscovery é feito primeiramente pelo DHCP, posteriormente é tentado o DNS. Se possível, a replicação deve ser configurada através de DHCP e DNS. Em alguns casos de lentidão na rede ou servidores, o browser expira o tempo das requisições e não detecta o proxy na rede, por isso é interessante a redundância da disponibilidade desse serviço.